# Laccobius (Microlaccobius)
Laccobius (Microlaccobius) – podrodzaj chrząszczy z rodziny kałużnicowatych, plemienia Laccobiini i rodzaju kaługowiec. Obejmuje 70 opisanych gatunków.

## Morfologia
Chrząszcze o owalnym w zarysie, co najwyżej umiarkowanie wysklepionym ciele o długości mieszczącej się w przedziale od 1,6 do 3,9 mm, z wierzchu ubarwionym żółtawo z ciemną, metaliczną plamą pośrodku przedplecza oraz ciemnym wzorem na pokrywach. Pokrywy mają łącznie około 20 rzędów, przy czym naprzemiennie występują nieregularne szeregi punktów małych i płytszych oraz szeregi punktów większych i silniej wgłębionych. Przód śródpiersia jest zwężony, a środek ma wyraźnie wyniesione podłużne żeberko (kil) o niezmodyfikowanej, pozbawionej ostróg bocznych formie. Odnóża tylnej pary mają odłączone od ud krętarze i zakrzywione golenie.

## Taksonomia
Takson ten wprowadzony został w 1974 roku przez Elia Gentiliego na łamach „Memorie del Museo Civico di Storia Naturale Verona”. Gatunkiem typowym wyznaczono Laccobius gracilis opisanego w 1858 roku przez Wiktora Moczulskiego.
Do podrodzaju tego zalicza się 70 opisanych gatunków:

- Laccobius aethiops Gentili, 1989
- Laccobius afer Gentili, 1980
- Laccobius algiricus Hansen, 1999
- Laccobius alternus Motschulsky, 1855
- Laccobius andersi Hebauer, 2002
- Laccobius andhraicus Gentili, 1997
- Laccobius antillensis Spangler, 1968
- Laccobius argillaceus J. Sahlberg, 1900
- Laccobius assamita Gentili, 1997
- Laccobius bengalensis Gentili, 1988
- Laccobius billi Gentili, 1989
- Laccobius birmanus Gentili, 2003
- Laccobius cretaeus Gentili, 1975
- Laccobius cupulifer Gentili, 1997
- Laccobius elegans Gentili, 1979
- Laccobius exilis Gentili, 1974
- Laccobius eximius Kuwert, 1890
- Laccobius florens Gentili, 1979
- Laccobius formosus Gentili, 1979
- Laccobius fragilis Nakane, 1966
- Laccobius gangeticus Gentili, 1979
- Laccobius gracilis Motschulsky, 1855
- Laccobius hammondi Gentili, 1984
- Laccobius harteni Fikáček, Gentili & Short, 2010
- Laccobius hebaueri Gentili, 1989
- Laccobius himalayanus Gentili, 1988
- Laccobius hintoni Orchymont, 1942
- Laccobius hoi Liu & Fikáček, 2021
- Laccobius indicus Gentili, 1979
- Laccobius indonesiae Gentili, 1979
- Laccobius insolitus Orchymont, 1942
- Laccobius jacobsoni Knisch, 1925
- Laccobius kaszabi Chiesa, 1966
- Laccobius kavanaughi Gentili, 1988
- Laccobius kyrgyzicus Gentili, 2003
- Laccobius laotianus Gentili, 1979
- Laccobius leechi Cheary, 1971
- Laccobius macrophthalmus Gentili, 1982
- Laccobius marmoratus (W.J. Macleay, 1871)
- Laccobius matthewsi Gentili, 1981
- Laccobius minor Wollaston, 1867
- Laccobius mistus Gentili, 1989
- Laccobius nakanei Gentili, 1982
- Laccobius nepalensis Gentili, 1982
- Laccobius nigerianus Gentili, 1997
- Laccobius orientalis Knisch, 1924
- Laccobius orsenigoi Gentili, 1980
- Laccobius oscillans Sharp, 1884
- Laccobius ovatus Gentili, 1979
- Laccobius parumpunctatus Régimbart, 1903
- Laccobius philipinus Gentili, 2005
- Laccobius praecipuus Kuwert, 1890
- Laccobius problematicus Gentili, 1988
- Laccobius puerorum Gentili, 2020
- Laccobius quaesitus Gentili, 1988
- Laccobius quantulus Gentili, 1989
- Laccobius recurvipenis Gentili, 1989
- Laccobius regimbarti Gentili, 1979
- Laccobius roseiceps Régimbart, 1903
- Laccobius rotundatus Régimbart, 1903
- Laccobius satoi Gentili, 1989
- Laccobius shatrovskyi Gentili, 1988
- Laccobius sinicus Gentili, 1975
- Laccobius smetanai Gentili, 1982
- Laccobius sublaevis J. Sahlberg, 1900
- Laccobius tantillus Gentili, 1996
- Laccobius thermarius Tournier, 1878
- Laccobius tonkinensis Gentili, 1979
- Laccobius uhligi Gentili, 1995
- Laccobius yonaguniensis Matsui, 1993